# Jiří Hošek (novinář)
Jiří Hošek (* 29. února 1976) je český novinář a komentátor, zaměřující se na zahraniční zpravodajství a sport. Do října 2021 pracoval jako zástupce šéfredaktora portálu Seznam Zprávy, předtím byl zpravodajem Českého rozhlasu v Berlíně (2006–2010) a poté v Londýně (2012–2017). Zkušenosti z této doby zúročil v knížkách Německo v přímém přenosu a Jiná Británie. Pravidelně přispíval komentáři pro Český rozhlas (pořad Jak to vidí… na stanici Dvojce), na Seznam Zprávách měl podcast Angličan.
Na Seznamu skončil v říjnu 2021 pro podezření ze sexuálního obtěžování kolegyň, které mělo zahrnovat sexuální návrhy. Novinář své pochybení uznal a omluvil se za něj.
Od roku 2022 spolupracuje s televizní stanicí CANAL+ Sport jako externí spolupracovník. Tematicky se zaměřuje se na Premier League. 